# Першин Артем Олександрович
Артем Олександрович Першин (рос. Артём Александрович Першин; нар. 6 лютого 1988, Красний Луч, Луганська область, УРСР) — російський футболіст українського походження, півзахисник.

## Життєпис
Вихованець луганського ЛВУФК. У 2002 році переїхав до Росії, де на юнацькому рівні виступав за ФШМ «Торпедо» (Москва). Дорослу футбольну кар'єру рочинав в аматорській «Зміні» (Москва). У 2006 році перейшов у підмосковний «Сатурн», але в перший сезон виступав лише за дублюючий склад. У 2007 році провів 7 матчів у Прем'єр-лізі і по завершенні сезону відданий в оренду іншому підмосковному клубу, «Хімки». У 2009 році грав у «Балтиці» в оренді в Першому дивізіоні. У 2011 році в зимове міжсезоння перейшов у «Волгар-Газпром».